# Мюлер, Рольф
Вернер Рольф Мюлер (нем. Werner Rolf Mühler; 14 февраля 1910, Лимбах, Королевство Саксония, Германская империя — 31 июля 1967, Мюльхайм-ан-дер-Рур, ФРГ) — оберштурмбаннфюрер СС, командир полиции безопасности и СД в Марселе, осуждённый военный преступник.

## Биография
Рольф Мюлер родился 14 февраля 1910 года. После окончания школы с 1929 года изучал лингвистику (романистику и англистику) и географию в Хагене, Гейдельберге и Лейпциге. В феврале 1935 года окончил обучение, сдав экзамены и получив высшее образование. Впоследствии работал учителем в гимназии. Летом 1935 года поступил на службу в аппарат СД. С марта 1936 года служил в главном управлении СД, где работал в отделе эмиграции. 1 мая 1937 года вступил в НСДАП (билет № 4583198).
После создания Главного управления имперской безопасности (РСХА) возглавил отделы II B4 («Марксизм») и II B5 («Либерализм») во 2-й управленческой группы (внутренняя служба СД), в его обязанности входил надзор и борьба с марксистской и либеральной оппозицией в государстве. Кроме того, заведовал отделом VII B4 (другие оппозиционные группировки) в 7-м управленческой группы (СД Заграницей) РСХА.
После вторжения во Францию летом 1940 года состоял в айнзацгруппе СД «Париж», в специальные задачи которой входил захват важных французских персон. 1 апреля 1941 года стал начальником отделения полиции безопасности в Руане. С января 1943 по июнь 1944 года был командиром полиции безопасности и СД в Марселе. На этой должности руководил разрушением старого города и депортацией многих жителей в концлагеря. 29 июня 1944 года вернулся в VII ведомство РСХА. С января по февраль 1944 года Мюлер был последним начальником служебного отдела 7-го управления РСХА в Шлезирзее, куда была переведена штаб-квартира управления.
После окончания войны был арестован и содержался в американском лагере для интернированных в Людвигсбурге. Американцы экстрадировали его во Францию, где Мюллер находился в длительном предварительном заключении. В 1955 году военный трибунал в Лионе приговорил его к 20 годам трудовых лагерей, но в декабре 1956 году он был условно-досрочно освобождён. После освобождения работал в страховой кампании в Мюльхайме-ан-дер-Руре до своей смерти в 1967 году.